# Fiume Trigno (medio e basso corso)
Fiume Trigno (medio e basso corso) este o arie protejată (arie specială de conservare — SAC, sit de importanță comunitară — SCI) din Italia întinsă pe o suprafață de 996 ha, integral pe uscat.

## Localizare
Centrul sitului Fiume Trigno (medio e basso corso) este situat la coordonatele 41°56′39″N 14°39′53″E / 41.944167°N 14.664722°E.

## Înființare
Situl Fiume Trigno (medio e basso corso) a fost declarat sit de importanță comunitară în mai 1995 pentru a proteja 14 specii de animale. Situl a fost protejat și ca arie specială de conservare în decembrie 2018.

## Biodiversitate
Situată în ecoregiunea mediteraneană, aria protejată conține 7 habitate naturale: Râuri de munte și vegetația lor lemnoasă cu Salix elaeagnos, Păduri de stejar alb estice, Râuri cu maluri nămoloase cu vegetație de Chenopodion rubri p.p. și Bidention p.p., Râuri mediteraneene cu debit permanent și vegetație de Glaucium flavum, Galerii de Salix alba și de Populus alba, Pseudostepă cu ierburi și specii anuale de Thero-Brachypodietea, Râuri mediteraneene cu debit permanent cu specii de Paspalo-Agrostidion și galerii riverane de Salix și de Populus alba.
La baza desemnării sitului se află mai multe specii protejate:
- păsări (5): pasărea ogorului (Burhinus oedicnemus), ciocârlie-cu-degete-scurte (Calandrella brachydactyla), caprimulg (Caprimulgus europaeus), gaia neagră (Milvus migrans), gaia roșie (Milvus milvus)
- amfibieni (2): Bombina pachypus, Triturus carnifex
- mamifere (2): lupul (Canis lupus), vidră de râu (Lutra lutra)
- pești (4): Alburnus albidus, Alosa fallax, Barbus tyberinus, Rutilus rubilio
- reptile (1): șarpele cu patru dungi (Elaphe quatuorlineata)

Pe lângă speciile protejate, pe teritoriul sitului au mai fost identificate 1 specie de plante, 5 specii de mamifere.